# Болезнь Ниманна — Пика
Болезнь Ниманна — Пика (англ. Niemann-Pick disease) — это наследственное заболевание, вызванное нарушением липидного метаболизма и накоплением липидов, в частности сфингомиелина, в лизосомах клеток печени, селезёнки, лёгких, костного мозга и головного мозга. Заболевание относится к лизосомным болезням накопления и характеризуется аутосомально-рецессивным наследованием. Различают три типа заболевания: типы A, B и C.

## Типы заболевания

### Типы A и B
Тип А — самый тяжёлый тип, который начинается у грудных детей и характеризуется увеличением печени и селезёнки (гепатоспленомегалия) и прогрессивным поражением нервной системы. При этом дети не переживают раннего детского периода. Наиболее частая встречаемость этого типа болезни Ниманна — Пика наблюдается у евреев-ашкенази (выходцев из Центральной и Восточной Европы) — примерно 1 случай на 40 тысяч.
Более умеренный тип B включает гепатоспленомегалию, задержку роста и нарушение лёгочной функции с частыми лёгочными инфекциями. Другие показатели включают повышенный уровень холестерина и липидов в крови, низкий счёт тромбоцитов (тромбоцитопения). Больные как правило доживают до взрослого возраста.
Типы А и В вызываются мутациями гена кислой лизосомальной сфингомиелиназы (SMPD1). Этот фермент отвечает за расщепление сфингомиелина в мембранах лизосом. Его недостаточность приводит к избыточному накоплению сфингомиелина, а как следствие и к более широкому нарушению липидного метаболизма, включая накопление холестерина и других липидов клетки.

### Тип C
Тип С проявляется в детстве, хотя возможно начало в грудном возрасте или у взрослых. Симптомы включают тяжёлые печёночные нарушения, проблемы с дыханием, задержку в развитии, припадки, повышенный мышечный тонус (дистония), нарушение координации движения, питания и движения глаз в вертикальной плоскости. Больные доживают до взрослого возраста. Частота заболевания — 1 на 150 тысяч.
Этот тип болезни Ниманна — Пика вызывается мутациями генов NPC1 или NPC2, которые кодируют белок клеточной мембраны, отвечающий за транспорт холестерина и липидов внутри клетки.

## Лечение
В 2022 г. был одобрен препарат олипудаза альфа.